# No smoke without fire
No smoke without fire is het negende studioalbum van Wishbone Ash. De muziekgroep had kennelijk genoeg van de Verenigde Staten waar de voorlopers van dit album opgenomen waren, omdat de heren daar woonden. Wishbone Ash was weer terug in Engeland en dat is direct in de muziek te horen. Het is terugkeer naar de muziek van albums als Wishbone Four. Deze wisseling is muziek is ook te danken aan de muziekproducent Derek Lawrence, destijds aan de kant geschoven, maar nu weer terug. De De Lane Lea Studios in noord Londen waar de eerste albums waren opgenomen, was plaats van handeling. The way of the world is een tweedelig nummer dat het nummer Phoenix tijdens optredens moest vervangen; Phoenix kwam van het eerste album af en was inmiddels niet meer slijtvast, later juist wel weer. Het nummer kan geclassificeerd worden als progressieve rock.
De bonustracks werden elders opgenomen. Het originele album haalde een 43e plaats in drie weken notering in de Engelse albumlijst. Na het album en de bijbehorende tournee nam de band een jaartje vrijaf.

## Musici
- Andy Powell – gitaar, zang
- Laurie Wisefield – gitaar, zang
- Martin Turner – basgitaar, zang
- Steve Upton – slagwerk, percussie

## Muziek
| Nr. | Titel                                        | Duur |
| --- | -------------------------------------------- | ---- |
| 1.  | You see red (Wisefield)                      | 5:55 |
| 2.  | Baby the angels are here (Turner)            | 4:40 |
| 3.  | Ships in the sky (Wisefield)                 | 2:55 |
| 4.  | Stand and deliver (Wisefield)                | 7:15 |
| 5.  | Anger in harmony (Powell, Wisefield, Turner) | 5:00 |
| 6.  | Like a child (Turner)                        | 5:00 |
| 7.  | The way of the world (part 1) (Wisefield)    | 4:00 |
| 8.  | The way of the world (part 2) (Wisefield)    | 5:25 |

| Nr. | Titel                                                           | Duur |
| --- | --------------------------------------------------------------- | ---- |
| 9.  | Firesign (eerder niet uitgegeven, Turner)                       | 5:05 |
| 10. | Time and space (remix, Turner)                                  | 6:00 |
| 11. | Lorelei (live; Glasgow 19 november 1976; WA)                    | 6:00 |
| 12. | Come in from the rain (live; Sheffield 18 oktober 1977, Turner) | 4:55 |
| 13. | Bad weather blues (live; Sheffield 18 oktober 1977, WA)         | 8:00 |